# Paul Wylie
Paul Wylie, född 28 oktober 1964 i Dallas, är en amerikansk före detta konståkare.
Wylie blev olympisk silvermedaljör i konståkning vid vinterspelen 1992 i Albertville.